# Olivier Kaisen
Olivier Kaisen (Namur, 30 aprile 1983) è un dirigente sportivo ed ex ciclista su strada belga. Campione nazionale a cronometro under-23 nel 2003, è stato professionista dal 2005 al 2014. Dal 2016 è direttore sportivo del team Wallonie Bruxelles/Bingoal.

## Carriera
Da junior vinse i campionati belgi a cronometro nel 2001, ripetendosi nella categoria under-23 due anni dopo; sempre da Under-23 vinse una tappa al Triptyque des Barrages nel 2003 e la Chrono des Nations - Les Herbiers Vendée di categoria nel 2004. Passato professionista nel 2005 con la formazione francese RAGT Semences e trasferitosi quindi alla Davitamon-Lotto nel 2006, vinse il Grote Prijs Gerrie Knetemann nel 2007 e una tappa al Giro di Turchia nel 2009. Negli anni successivi, sempre in maglia Lotto, non colse successi ma solo piazzamenti, fra cui il quinto posto al Tour of Beijing 2011.
Si è ritirato dall'attività professionistica nel febbraio 2014 a causa di anomalie cardiache. In carriera ha partecipato a sei edizioni della Vuelta a España, quattro del Giro d'Italia e, con la Nazionale belga, all'edizione 2011 del campionato del mondo Elite.
Dal 2016 è direttore sportivo del team vallone Wallonie Bruxelles/Bingoal, affiancando il team manager Christophe Brandt, suo ex compagno di squadra alla Lotto.

## Palmarès
- 2001 (Juniors)

Campionati belgi, prova a cronometro juniors
- 2003

Campionati belgi, prova a cronometro under-23
2ª tappa Triptyque des Barrages (Tarcienne > Tarcienne, cronometro)
- 2004

Chrono des Nations - Les Herbiers Vendée Under-23 (cronometro)
- 2007

Grote Prijs Gerrie Knetemann
- 2009

5ª tappa Presidential Cycling Tour of Turkey (Marmaris > Fethiye)

## Piazzamenti

### Grandi Giri
- Giro d'Italia

2009: 159º
2010: 122º
2011: 141º
2012: 142º
- Vuelta a España

2006: 110º
2008: 92º
2009: 86º
2010: 125º
2011: 62º
2012: ritirato (14ª tappa)

### Classiche monumento
- Giro di Lombardia

2009: 108º

### Competizioni mondiali
- Campionati del mondo

Hamilton 2003 - Cronometro Under-23: 30º
Verona 2004 - Cronometro Under-23: 11º
Copenaghen 2011 - In linea Elite: 109º